# Le Cadeau d'Elena
Pour plus de détails, voir Fiche technique et Distribution.
Le Cadeau d'Elena est un film français réalisé par Frédéric Graziani, sorti en 2004.

## Fiche technique
- Titre : Le Cadeau d'Elena
- Réalisation : Frédéric Graziani
- Scénario : Frédéric Graziani et Danièle Giorico
- Photographie : Antoine Héberlé
- Montage : Christophe Pinel
- Musique : Ilona Sekacz
- Production : Chris Curling, Nicolas Daguet, Pierre Forette, Stephen Margolis, Phil Robertson et Thierry Wong
- Pays d'origine :  France
- Format : couleurs
- Genre : drame, romance
- Durée : 89 minutes
- Date de sortie : 2004

## Distribution
- Michel Duchaussoy : Socrate
- Stéphane Rideau : Antoine
- Vahina Giocante : Marie
- Andréa Ferréol : Barberine
- Marie-José Nat : Elena
- Frédéric Graziani : Lieutenant Cappola
- Henri Graziani : Michel
- Guy Cimino : Pierre
- Jean Luisi : Félix, dit Fritella